# 香港の自由と民主主義を守る緊急行動
香港の自由と民主主義を守る緊急行動（ホンコンのじゆうとみんしゅしゅぎをまもるきんきゅうこうどう、繁体字中国語: 守護香港自由與民主的緊急行動、英語: Emergency action to protect Hong Kong's freedom and democracy）は、2019年6月13日に日本の東京都で行われた集会。香港の2019年逃亡犯条例改正案に反対するデモ活動を応援する目的で開催された。

## 香港経済貿易代表部前
東京都千代田区の香港特別行政区政府 駐東京経済貿易代表部前での集会には約300人が集まった。

## 渋谷ハチ公前広場
東京都渋谷区の渋谷駅ハチ公前広場での集会には約2,000人が集まった。
この集会では香港逃亡犯条例改正案反対デモにおける香港警察の行動に関する資料が配布され、また香港現地の映像が流された。参加者は香港区旗と日本国旗を振り、「香港加油」と叫び、『海闊天空』を合唱した。また香港人と日本人、そして台湾人が次々とスピーチを行い、意見を交わした。
この活動は、沖縄県の社会活動家である元山仁士郎の提案によって実施された。彼は、沖縄県は住民の意見に耳を傾けていないと思い込んでいる。彼は、沖縄県が現在の香港と似たような状況であると主張している。集会の後、彼はTwitterを利用して、参加者に感謝の意を示した。
この集会以降、似た名称の活動がいくつか実施された（反對逃犯條例修訂草案運動公眾行動列表#港外集會）。